# NGC 2368
NGC 2368 (другое обозначение — OCL 571) — рассеянное скопление в созвездии Единорога. Открыто Джоном Гершелем в 1828 году. Имеет возраст в 50 миллионов лет, содержит яркую переменную звезду V632 Единорога. По другим данным, не является скоплением, а представляет собой лишь не связанную физически группу звёзд, лежащих на одном луче зрения.
Этот объект входит в число перечисленных в оригинальной редакции «Нового общего каталога».